# オム・ビルラ
オム・ビルラ(Om Birla、1962年11月23日 - ) は、インドの政治家である。現在、2019年6月19日から国会議長下院議長を務めており、2024年6月に2期目に再選された。
インド人民党の党員でありこれまでに下院議長に2度も任命された。

## 生い立ち
オム・ビルラは、インドのラジャスタン州に生まれた。ガバメント・コマース・カレッジとアジメールのマハルシ・ダヤナンド・サラスワティ大学で商学の修士号を取得した。

## 政治家として
オム・ビルラ氏は、2003年にコタ・サウスから出馬した初の議会選挙で勝利を収めた。
2019年6月19日から17・18代の下院議長を連続で務めており、2024年6月に2期目に再選された。